# William L. Webb, Jr.
William Loyd Webb (* 30. September 1925 in Mineral Wells, Palo Pinto County oder Parker County, Texas; † 17. August 2021 in Vienna, Fairfax County, Virginia) war ein Generalmajor der United States Army. Er war unter anderem Kommandeur der 1. Panzerdivision.
William Webb war ein Sohn von William Webb Sr. und dessen Frau Francis Adrienne Mayer. Er besuchte zwei Jahre lang die Texas A&M University. Im Jahr 1947 absolvierte er die United States Military Academy in West Point. Nach seiner Graduation wurde er als Leutnant der Kavallerie (Panzereinheiten), zugeteilt. In der Armee durchlief er anschließend alle Offiziersränge vom Leutnant bis zum Zwei-Sterne-General.
Im Lauf seiner militärischen Karriere absolvierte William Webb verschiedene Kurse und Schulungen. Dazu gehörten unter anderem das United States Army War College und ein Studium an der University of Pennsylvania.
In seinen jüngeren Jahren absolvierte er den für Offiziere in den niederen Rangstufen üblichen Dienst in verschiedenen Einheiten und Standorten. Dazu gehörten auch Aufgaben als Stabsoffizier in verschiedenen Hauptquartieren. Während des Koreakriegs war er Kompanieführer im 7. Kavallerieregiment. Dabei wurde er verwundet. Nach zwischenzeitlich anderen Verwendungen, darunter auch Stationierungen in Deutschland und als Fakultätsmitglied am Army War College, wurde er in den Jahren 1968 und 1969 im Vietnamkrieg eingesetzt, wo er den Support Command der 1. Infanteriedivision kommandierte.
In den Jahren 1969 bis 1971 war Webb stellvertretender Kadettenkommandeur an der Militärakademie West Point. Webb war zwischenzeitlich auch im Generalstab der 8. Armee in Südkorea und stellvertretender Kommandeur des V. Korps in Frankfurt am Main. Im August 1975 übernahm Webb das Kommando über die in Ansbach stationierte 1. Panzerdivision. Er behielt dieses Kommando bis zum Januar 1978. Anschließend wurde er zum Heeresministerium versetzt, wo er in den Jahren 1978 bis 1982 die Stabsabteilung G1 (Personal) leitete. Anschließend ging er in den Ruhestand. Zu diesem Zeitpunkt hatte er an insgesamt 27 Militärstandorten innerhalb und außerhalb der Vereinigten Staaten gedient. Vierzehn Jahre seiner 35-jährigen Dienstzeit war er außerhalb der USA stationiert.
William Webb starb am 17. August 2001 und wurde auf dem Friedhof der Militärakademie West Point beigesetzt. Mit seiner bereits zuvor gestorbenen Frau Muriel Hinson hatte er vier Kinder. Zwei Söhne brachten es ebenfalls in der US-Army bis zum Oberst.

## Orden und Auszeichnungen
William Webb erhielt im Lauf seiner militärischen Laufbahn unter anderem folgende Auszeichnungen:
- Army Distinguished Service Medal
- Legion of Merit
- Bronze Star Medal
- Soldier’s Medal
- Distinguished Flying Cross
- Air Medal
- Purple Heart
- Army Commendation Medal